# Papilio mahadeva
Papilio mahadeva är en fjärilsart som beskrevs av Moore 1878. Papilio mahadeva ingår i släktet Papilio och familjen riddarfjärilar. Inga underarter finns listade i Catalogue of Life.

## Bildgalleri

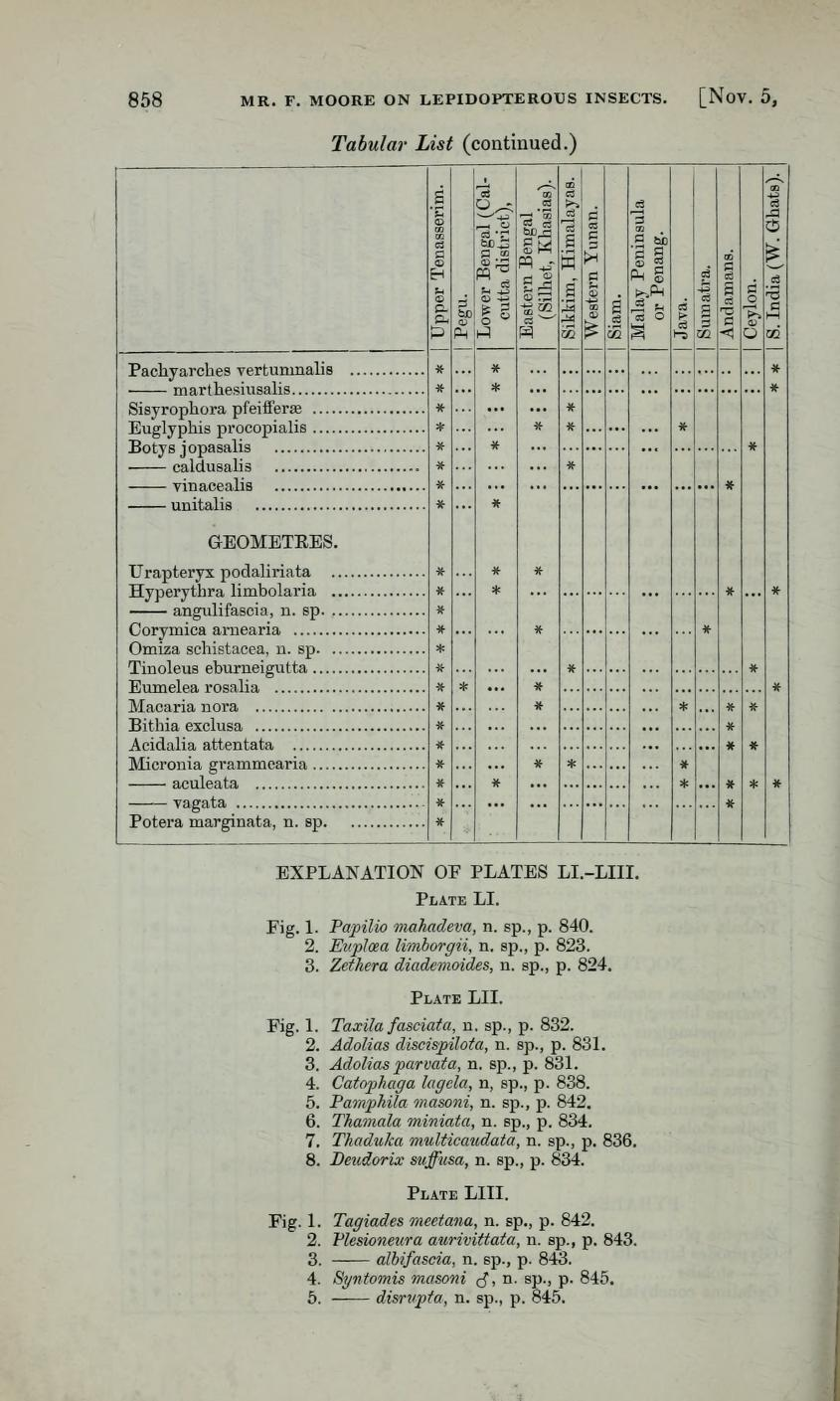
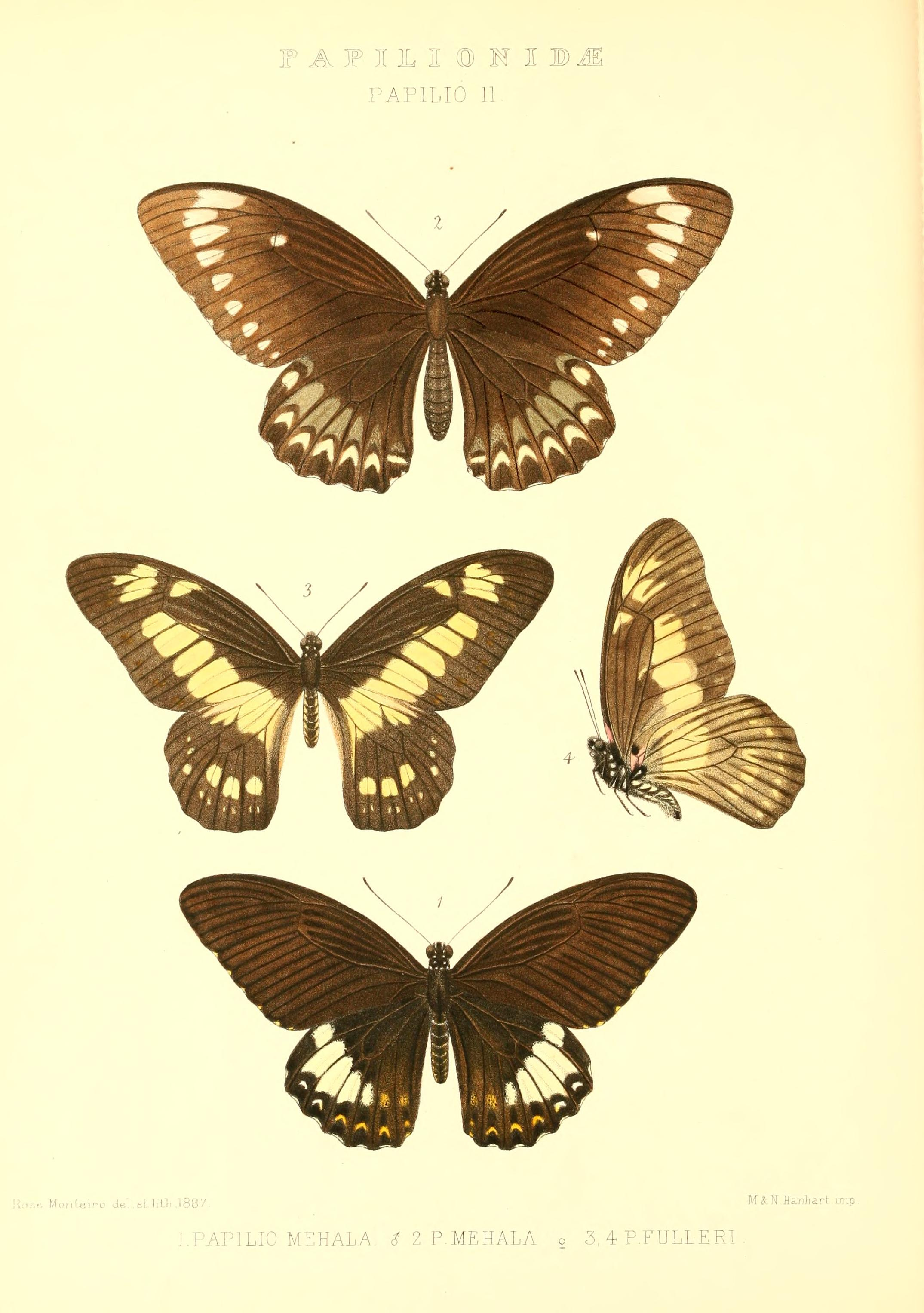